# Colme (Afeganistão)
Colme ou Culme (em árabe: خلم) é uma cidade do Afeganistão situada na província de Balque. Segundo censo de 2020, havia 57 800 habitantes.